# Tubbergen
Tubbergen (nederländsk lågsaxiska: Tubbige) är en ort och kommun i provinsen Overijssel i Nederländerna. Kommunens totala area är 147,44 km² (där 0,44 km² är vatten) och invånarantalet är på 21 315 invånare (2021).